# Шерлок Холмс
Ві́льям Ше́рлок Скотт Холмс (варіанти Холмс та Голмс (англ. Sherlock Holmes, англ. вимова: [ˌʃɜːlɒk ˈhəʊmz] ( прослухати)) — вигаданий детективний персонаж, головний герой книг письменника Артура Конана Дойла. В оповіданнях про Шерлока Холмса, зазвичай, мова йде від імені його друга і супутника — доктора Джона Ватсона, але трапляються й винятки, наприклад, в оповіданні «Лев'яча грива» Шерлок Холмс сам веде розповідь. Детектив веде свої розслідування, використовуючи логіку та метод дедукції.
Прототипом Шерлока Холмса став відомий свого часу лікар та професор Единбурзького університету Джозеф Белл, асистентом якого був Артур Конан Дойл. Завдяки своїй видатній спостережливості та вмінню робити висновки, Белл міг легко визначити професію пацієнта, звідки він чи певні подробиці з його життя. Цими рисами, а також схожою зовнішністю Конан Дойл наділив і свого персонажа.

## Серія творів Конан Дойла

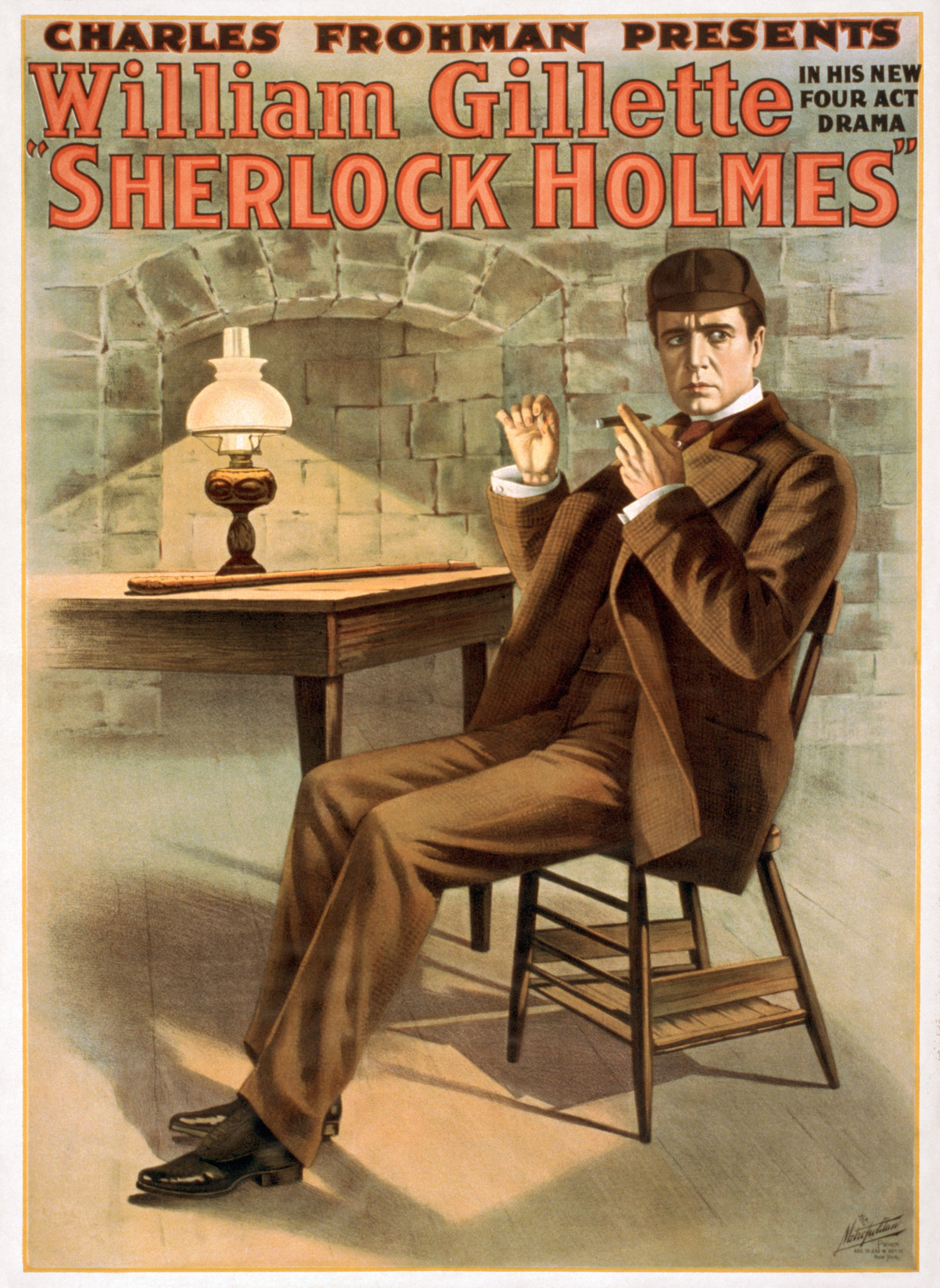
Плакат до вистави «Шерлок Холмс» (1900 р.) за Дойлем з актором Вільямом Джиллетом.

Загалом Шерлок Холмс з'являється в 56 оповіданнях і 4 повістях Артура Конан Дойла. У більшості випадків розповідь ведеться від імені супутника Холмса — доктора Ватсона (в традиції російськомовних видань, а тому і в українськомовних перекладах, прийнято називати компаньйона Холмса Ватсоном).
Перша книга про знаменитого детектива, повість «Етюд у багряних тонах», написана Артуром Конан Дойлем 1887 року. Остання збірка, «Архів Шерлока Холмса», опублікована 1927 року.
Сам Конан Дойл вважав розповіді про Холмса «легким чтивом». Крім того, його дратувало те, що читачі надають перевагу творам про Холмса, тоді як Конан Дойл вважав себе, перш за все, величним автором історичного роману. Зрештою сер Артур вирішив припинити історію слідчого, усунувши популярного літературного персонажа в сутичці з професором Моріарті (головою англійської мафії) на Райхенбахському водоспаді.
Однак, потік листів обурених читачів, серед яких були члени королівської сім'ї, змусили письменника «оживити» знаменитого детектива.
Видання про Шерлока Холмса, написані Артуром Конан Дойлем, у хронологічному порядку:
- Етюд у багряних тонах (1887, повість);
- Знак чотирьох (1890, повість);
- Пригоди Шерлока Холмса (1892, збірка оповідань);
- Спогади Шерлока Холмса (1894, збірка оповідань);
- Собака Баскервілів (1901—1902, повість);
- Повернення Шерлока Холмса (1905, збірка оповідань);
- Долина жаху (1914—1915, повість);
- Його останній уклін (1917, збірка оповідань);
- Архів Шерлока Холмса (1927, збірка оповідань).

## Характеристика
Це худий, смішний і високий чоловік, у минулому чудовий боксер. Знавець хімії (у вільний час проводить у своїй кімнаті хімічні експерименти). Талановитий скрипаль. Блискучий актор і майстер імітацій — уміння перевтілюватись допомагало Холмсу дізнаватися багато інформації та залишатись непоміченим.
У різних варіантах екранізацій характер та зовнішній вигляд Холмса можуть сильно мінятися, наприклад, у фільмі 2009 року «Шерлок Холмс» та в його продовженні «Шерлок Холмс: Гра тіней» головний персонаж відрізняється гіперактивністю (чим часто дратує Ватсона), блискучим володінням мистецтвом бою та дещо неохайним виглядом: волосся весь час стирчить угору, погано поголений або ж у старому одязі.

## Життєпис
Першою справою Холмса був випадок із батьком його друга Віктора Тревора, описаний в оповіданні «Глорія Скотт». У роки навчання розроблення методу дедукції було звичайним захопленням, а після поради Тревора-старшого юнак уперше подумав про можливість заробляти на життя детективною роботою.
Після двох років навчання в коледжі Шерлок уперше приїхав до Лондона й оселився на Монтегю-стріт, просто за рогом Британського музею. Життя там минало повільно і він мав можливість заповнювати вільний час вивченням тих наук, які необхідні майбутньому детективові. Час від часу до Шерлока Холмса зверталися зі своїми справами колишні товариші з коледжу, бо метод Холмса широко обговорювали в останні роки навчання в коледжі. Про цей період оповідає історія «Обряд родини Масґрейвів», де клієнтом детектива був колишній випускник коледжу — аристократ Реджинальд Месґрейв. Він звернувся за допомогою і порадою щодо дивного обряду. Традиція виявилась планом, що веде до місця, де лежить колишня діадема династії Стюартів, що її було довірено родині Месґрейвів на тимчасове зберігання.

## Місце проживання
Шерлок Холмс та доктор Ватсон проживали за адресою: Лондон, Бейкер-стріт, 221-б.

## Зброя та бойові мистецтва
- Револьвер

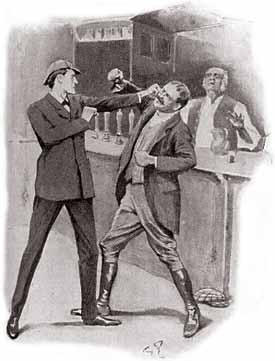
Холмс б'ється з містером Вудлі, оповідання — «Самотня велосипедистка», зображення — Сидні Педжіт

У оповіданнях Холмс і Ватсон іноді були озброєні револьверами. Холмс добре стріляє, про що свідчить випадок з оповідання «Обряд родини Масгрейвів», де Холмс вистрілював на стіні монограму королеви Вікторії.
- Палиця

Ватсон описує Холмса як фахівця у фехтуванні. Холмс двічі використовує палицю як зброю. В оповіданні «Пістрява стрічка» він використовує палицю, щоб відігнати змію.
- Шпага та еспадон

У повісті «Етюд у багряних тонах» Ватсон описує Холмса як людину, що прекрасно володіє шпагою та еспадоном, попри те, що в оповіданнях він її ніколи не використовував. Також шпага згадується в оповіданні «Глорія Скотт», де Холмс управляється у фехтуванні.
- Батіг

У деяких оповіданнях Холмс з'являється озброєний батогом. В оповіданні «Встановлення особи» він дає прочухана шахраєві з його допомогою. Також за допомогою хлиста він вихоплює пістолет з рук Джона Клея в «Спілці рудих» і використовує його для розбивання останнього бюста Наполеона в оповіданні «Шість Наполеонів».
- Рукопашний бій.

Ватсон описує Холмса як хорошого боксера. У повісті «Знак чотирьох» вказується, що Холмс був боксером-аматором і виступав на змаганнях.
Холмс часто використовує навички рукопашного бою в боротьбі з противниками і завжди виходить переможцем.
У оповіданні «Порожній будинок» Холмс описує Ватсону свою сутичку з професором Моріарті, у результаті якої, за допомогою японської боротьби під назвою «барітсу», він відправив свого заклятого ворога у безодню Райхенбахського водоспаду. Холмс стверджував також, що це вміння не раз виручало його в житті. Але в реальності японського бойового мистецтва з такою назвою ніколи не існувало. Однак за часів Конан Дойля чоловік на ім'я Едвард Вільям Бартон-Райт давав у Лондоні уроки боротьби під назвою «бартітсу», яка була тоді досить популярна. Є теорії, згідно яких Конан Дойл або помилився у назві, або спотворив її спеціально, як і деякі інші реальні події та елементи життя у вікторіанській Англії.

## Знання та навички

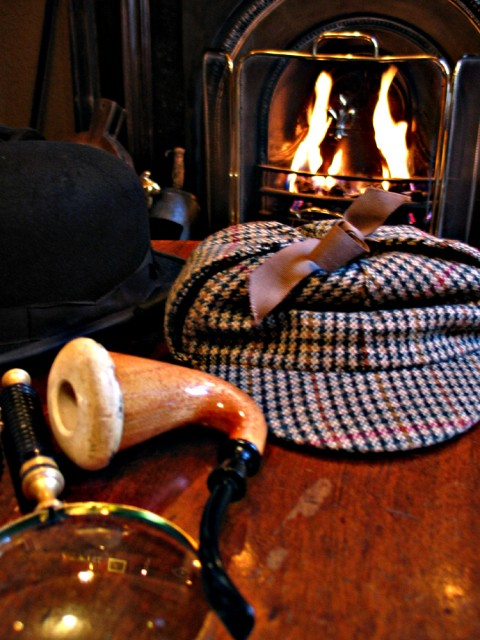
Люлька і кепка — атрибути Шерлока Холмса

Холмс стверджує, що в розкритті злочинів йому допомагає суворе дотримання наукових методів, особливу увагу до він приділяє логіці, уважності та дедукції. Також Холмс використовує псевдонаукові методи: в оповіданні «Блакитний карбункул» він припускає, що людина, яка носить капелюх великого розміру, чудово інтелектуально підкована.
У «Етюді в багряних тонах» він стверджує, що не знає про те, що Земля обертається навколо Сонця, оскільки ці відомості не важливі в його роботі. Почувши цей факт від Ватсона, він прагне скоріше його забути. Холмс каже, що людський мозок має обмежену ємність для зберігання інформації, і навчання марним речам скоротить його здатність до вивчення корисних. Доктор Ватсон оцінює знання та уміння Холмса так:
1. Знання в галузі літератури — жодних.
2. Філософія — жодних.
3. Астрономія — жодних.
4. Політика — слабкі.
5. Ботаніка — нерівномірні. Знає властивості беладони, опію та інших отрут. Нічого не знає про садівництво.
6. Геологія — практичні, але обмежені. З першого погляду розрізняє ґрунти, які поширені у Лондоні та навколо нього.
7. Хімія — глибокі.
8. Анатомія — точні, але несистемні.
9. Криміналістика — величезні. Знає подробиці багатьох злочинів, скоєних впродовж століття.
10. Грає на скрипці.
11. Боксує, фехтує на шпагах та еспадронах.
12. Має достатні практичні знання британських законів.

Наприкінці повісті «Етюд у багряних тонах» виявляється, що Холмс знає латину та не потребує перекладу епіграми в оригіналі.
Пізніше в оповіданнях Холмс повністю суперечить тому, що писав про нього Ватсон. Незважаючи на його байдужість до політики, в оповіданні «Скандал у Богемії» він миттєво упізнає особу гостя — графа фон Крамма; та у оповіданнях його мова рясніє посиланнями на Біблію, Шекспіра та Ґете.
Холмс має достатні знання з криптографії. Він говорив Ватсону:
|  | Я чудово знайомий з усіма видами шифрування, також я написав статтю, у якій проаналізував 160 шифрів. |

Один із шифрів він розгадує за допомогою частотного аналізу в оповіданні «Танцюючі чоловічки».
Холмс досліджує докази як з наукової точки зору, так і з предметної. Щоб визначити хід злочину, часто досліджує відбитки, сліди людей та коліс транспортних засобів («Етюд у багряних тонах», «Звіздочолий», «Пригода в інтернаті», «Собака Баскервілів», «Таємниця Боскомбської долини»), недопалки, залишки попелу («Постійний пацієнт», «Собака Баскервілів»), порівняння почерку листів («Встановлення особистості»), залишки пороху («Рейгетські сквайри»), розпізнавання куль («Порожній будинок») і навіть відбитки пальців, залишені багато днів тому («Будівничий з Норвуда»). Холмс також демонструє знання психології («Скандал у Богемії»), заманюючи Ірен Адлер у пастку, припускаючи, що в разі пожежі неодружена бездітна жінка кинеться рятувати найдорожче (в оповіданні — фотографію), а одружена матір родини кинеться рятувати перш за все власну дитину. Вміння розрізняти шрифти — одне з найелементарніших для Холмса («Етюд у багряних тонах»).
У оповіданні «Друга пляма» Холмс у Сассексі займається бджільництвом та пише книгу «Практичний посібник з розведення бджіл».
Як один із способів релаксації може також розглядатися його любов до музики, наприклад: у оповіданні «Спілка рудих» він одного вечора, вільного від участі у справі, відвідує концерт, де Пабло де Сарасате грає на скрипці.
Також він любить вокальну музику, особливо Вагнера («Червоне коло»).

## Слідство
У більшості випадків Холмс стикається з ретельно спланованими та складно виконаними злочинами. При цьому набір злочинів досить широкий — Холмс розслідує вбивства, крадіжки, вимагання, а іноді йому трапляються ситуації, які з першого погляду (або в кінцевому підсумку) взагалі не мають складу злочину (пригода з королем Богемії, випадок з Мері Сазерленд, історія людини з розсіченою губою, справа лорда Сент-Саймона).
Шерлок Холмс воліє діяти наодинці, в одній особі виконуючи всі функції слідства. Йому допомагають Джон Хеміш Вотсон і персонал Скотленд-Ярду, але це не носить принципового характеру. Холмс знаходить докази і, як експерт, оцінює по них причетність фігурантів злочину. Допитує свідків. Крім того, часто Холмс безпосередньо діє як агент розшуку, займаючись пошуком доказів та фігурантів, а також бере участь у затриманні. Холмс також може використати хитрощі — грим, перуки, змінює голос. У деяких справах йому доводиться вдаватися до повного перевтілення, що вимагає мистецтва актора.
У деяких справах на Холмса працює група лондонських безпритульних хлопчаків. В основному Холмс використовує їх як шпигунів, які надають йому допомогу при розслідуванні справ.
Холмс веде докладну картотеку злочинів та злочинців, а також пише монографії як вчений-криміналіст.

## Асоційовані предмети
- Холмс описаний як одержимий і сильно залежний від тютюну курець. Зв'язок його образу з люлькою справедливий лише частково. Люльковий тютюн він, у першу чергу, цінував за міцність, незважаючи на його дешевизну і грубість. Те, що він курив сильно вигнуті люльки — пізніший міф[8]. У ряді творів (наприклад, «Кінець Чарльза Огастеса Мілвертона», «Остання справа Холмса», «Порожній будинок», «Золоте пенсне») Холмс охоче курить сигари та цигарки.

- Шерлок Холмс носить спеціальний капелюх мисливця за оленями, про який не згадується в тексті, його вигадав перший ілюстратор оповідань про Холмса Сідні Педжет. У той час такий капелюх носили тільки в сільській місцевості. У місті Холмс носить звичайний капелюх із крисами.

## Найкращі історії (за версією автора)
Коли до Конан Дойла одного разу звернулися з проханням перерахувати найкращі оповідання про Холмса, автор відібрав 12 творів:
- «Скандал у Богемії»
- «Спілка рудих»
- «Пістрява стрічка»
- «П'ять апельсинових зерняток»
- «Танцюючі чоловічки»
- «Остання справа Холмса»
- «Порожній будинок»
- «Друга пляма»
- «Нога диявола»
- «Пригода в інтернаті»
- «Обряд родини Масгрейвів»
- «Рейґетська загадка»

## Цікаві факти
- З передпокою до кімнати Холмса веде 17 сходинок. Це згадується в діалозі з оповідання «Скандал у Богемії»:
Шерлок Холмс: Скільки разів ви бачили сходи, які ведуть до цієї кімнати?
Доктор Вотсон: Багато.
Шерлок Холмс: Чудово. Скільки ж там сходинок?
Доктор Вотсон: Скільки? Я не знаю.
Шерлок Холмс: Отож! Ви дивилися, але не бачили. А я от знаю, що сходинок сімнадцять.
- Він має брата Майкрофта (старшого на 7 років), який є постійним відвідувачем лондонського клубу «Діоген» — закладу, де збираються найбільш дивакуваті та відлюдькуваті люди Лондона.
- Шерлок Холмс інколи вводив собі морфій або кокаїн.
- Королівське хімічне товариство Великої Британії 2002 року нагородило Шерлока Холмса званням почесного члена. У рішенні зокрема вказано, що він успішно застосовував знання хімії для захисту законослухняних громадян від злочинців.[10]
- На честь персонажа названо астероїд 5049 Шерлок[11].
- За словами Холмса, він ніколи нікого не любив за своє життя. Але свого часу він мав деякі почуття до Ірен Адлер, хоча назвати це коханням важко[джерело?].
- Також в оповіданні «Три Гаррідеби», Холмс розкриває перед Вотсоном, що він має велике серце, він здатен любити, але через своє заняття криміналістикою, Холмс повністю відрікся спокуси коханням[джерело?].

- Родоначальником подібного дедуктивно-детективного жанру є, всупереч поширеній думці, не Конан Дойл, а Едгар Аллан По з його розповіддю «Вбивство на вулиці Морг». При цьому сам Холмс вельми зневажливо відгукувався про дедуктивні здібності Огюста Дюпена, як і про Лекока (яким надихався Конан-Дойль):

— Ви нагадуєте мені Дюпена в Едгара Аллана По. Я навіть не уявляв, що такі люди існують не тільки в літературі.
Шерлок Холмс підвівся й запалив люльку.
— Ви, безперечно, вважаєте, що робите мені комплімент, порівнюючи мене з Дюпеном, — мовив він. — Ну, а як на мою думку, Дюпен дуже примітивний тип. Цей його трюк — перебивати думки своїх друзів яким-небудь зауваженням «до речі» після п'ятнадцятихвилинного мовчання, — воістину надто дешевий і позбавлений смаку. Він, безумовно, мав певні аналітичні здібності, але аж ніяк не був таким феноменом, яким, очевидно, вважав його По.
— А ви читали Габоріо? — спитав я. — Чи відповідає Лекок вашим уявленням про детектива?
Шерлок Холмс уїдливо пирхнув.
— Лекок просто жалюгідний недотепа, — відказав він сердито, — і єдина позитивна риса, яка в нього є, — це енергія. Від цієї книжки мене буквально нудить. Аякже, треба встановити особу людини, яка вже сидить у тюрмі. Та я зробив би це за двадцять чотири години, А Лекок морочився шість місяців чи щось близько цього. Цю книжку можна було б зробити для детективів підручником, щоб навчити їх, чого слід уникати.— «Етюд у багряних тонах»
- За часу публікації перших творів про Шерлока Холмса, за адресою Бейкер-стріт 221-б не існувало будинку. Фактично, будинку не існує і сьогодні — номери з 215 по 229 на цій вулиці відносяться до однієї банківської будівлі. Однак, на цю адресу постійно приходили листи на ім'я Шерлока Холмса. Листів було так багато, що власникам будівлі довелося створити спеціальну посаду для їх опрацювання. Пізніше на цій вулиці було створено музей Шерлока Холмса, якому дали номер 221-б, хоч фактично це будинок № 239 — нумерацію було навмисно порушено.
- Побачила світ повість-детектив Миколи Савчука «Коломийська історія Шерлока Холмса» (Коломия: Вік, 2016). У ній іде мова про невідому розповідь доктора Ватсона про розслідування Шерлока Холмса 1901 р. у м. Коломиї в Галичині. Автор книжки заснував і веде інтернет-сторінку «Шерлок-Холмсіяна українською»[джерело?].

## Галерея
Зображення до творів про Шерлока Холмса від ілюстратора Сидні Педжета (окрім де вказано іншого художника).

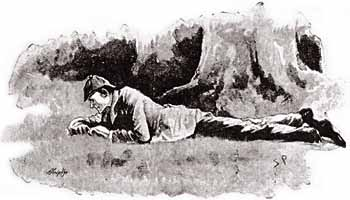
Холмс розглядає сліди на місці вбивства, оповідання — «Таємниця Боскомбської долини»
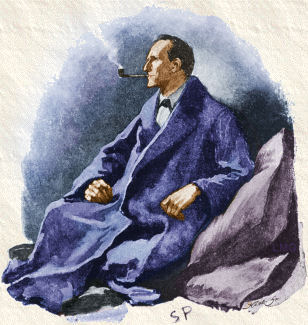
Холмс сидить на подушках та курить люльку, оповідання — «Людина з розсіченою губою»
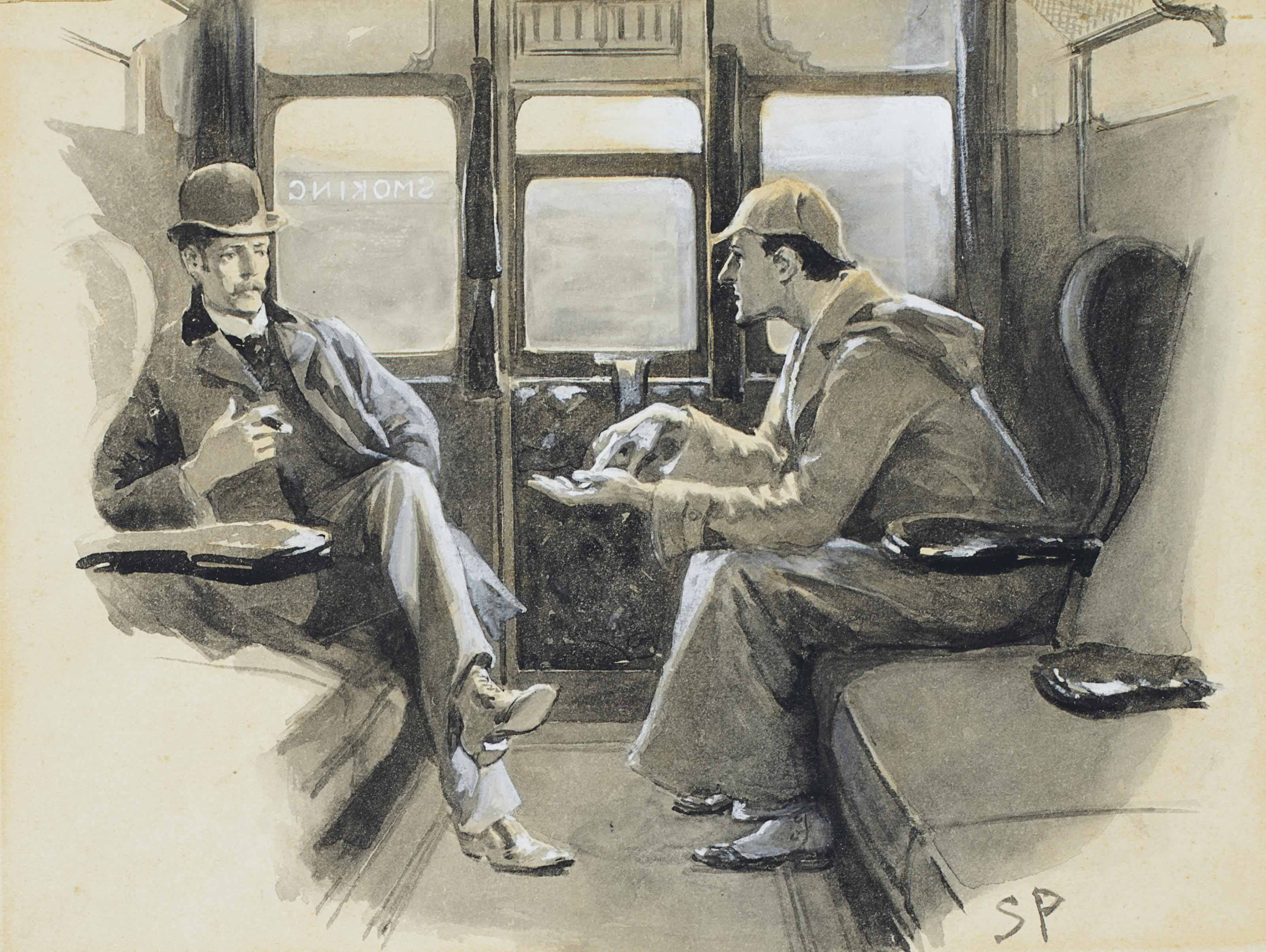
Холмс та Ватсон у потягу, оповідання — «Звіздочолий»
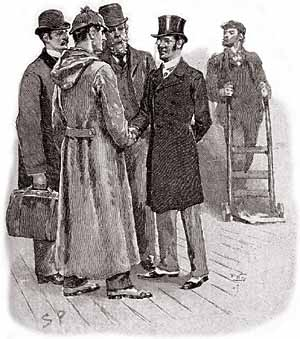
Шерлок Холмс на завданні, оповідання — «Звіздочолий»
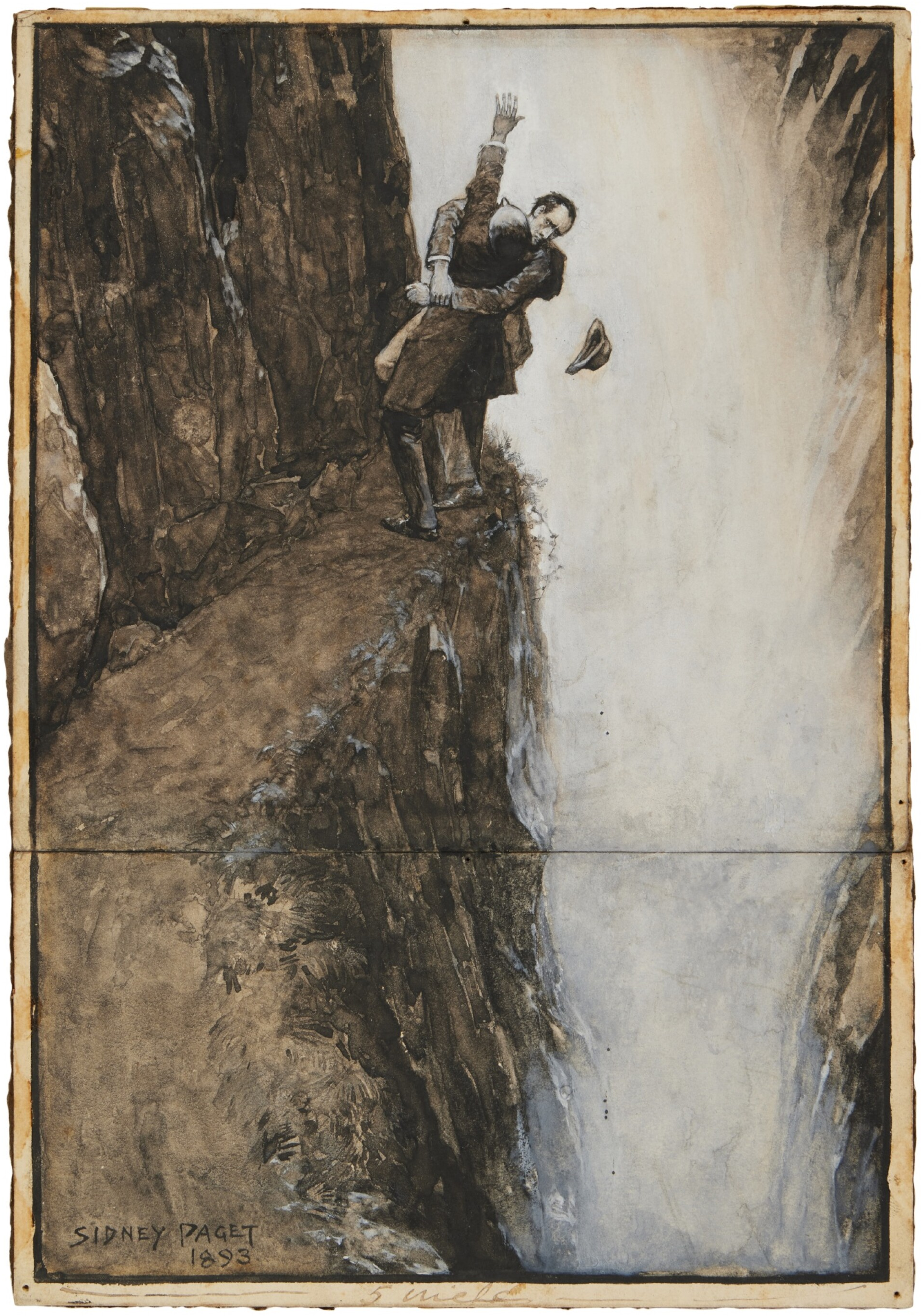
Холмс та його заклятий ворог — професор Моріарті, борються біля Рейхенбахського водоспаду
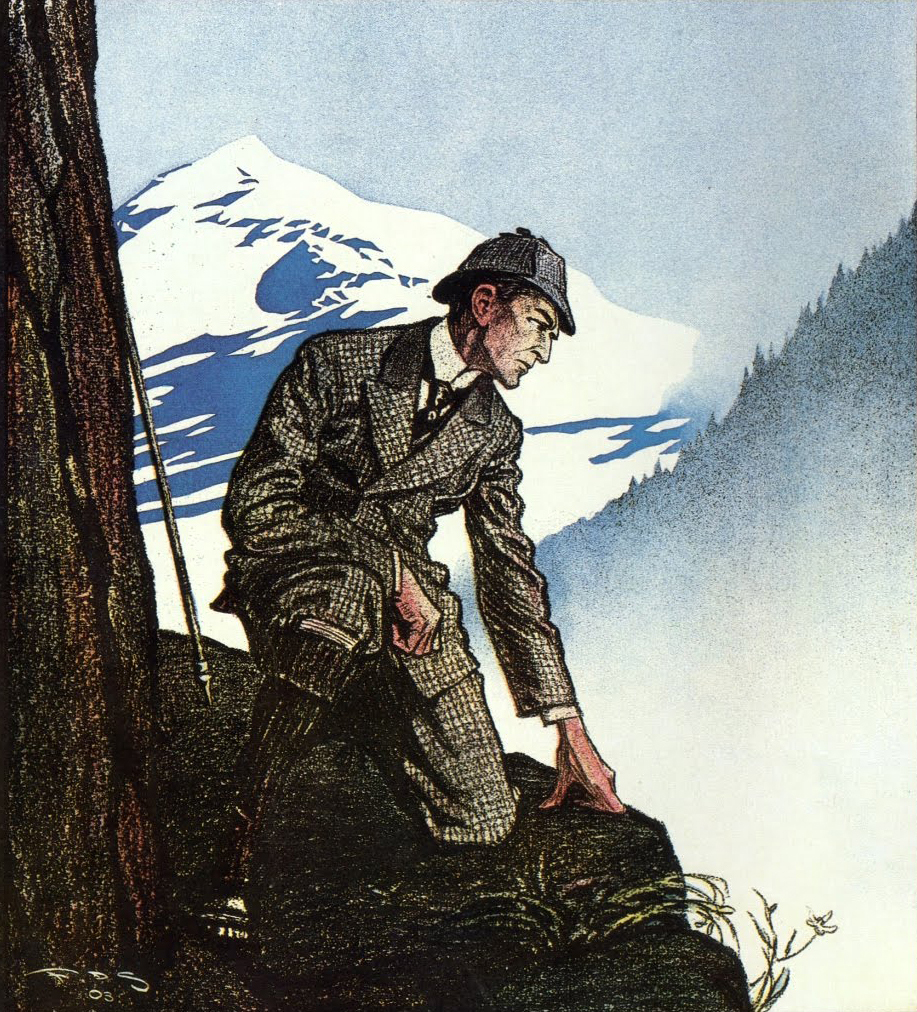
Шерлок Холмс, зображення до оповідання «Порожній будинок»
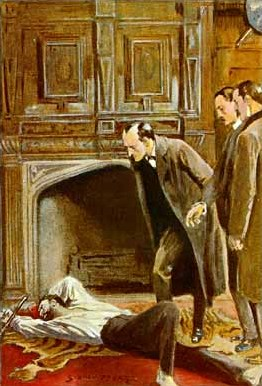
Холмс вивчає тіло сера Юстаса, оповідання — «Убивство в Еббі-Грейндж»
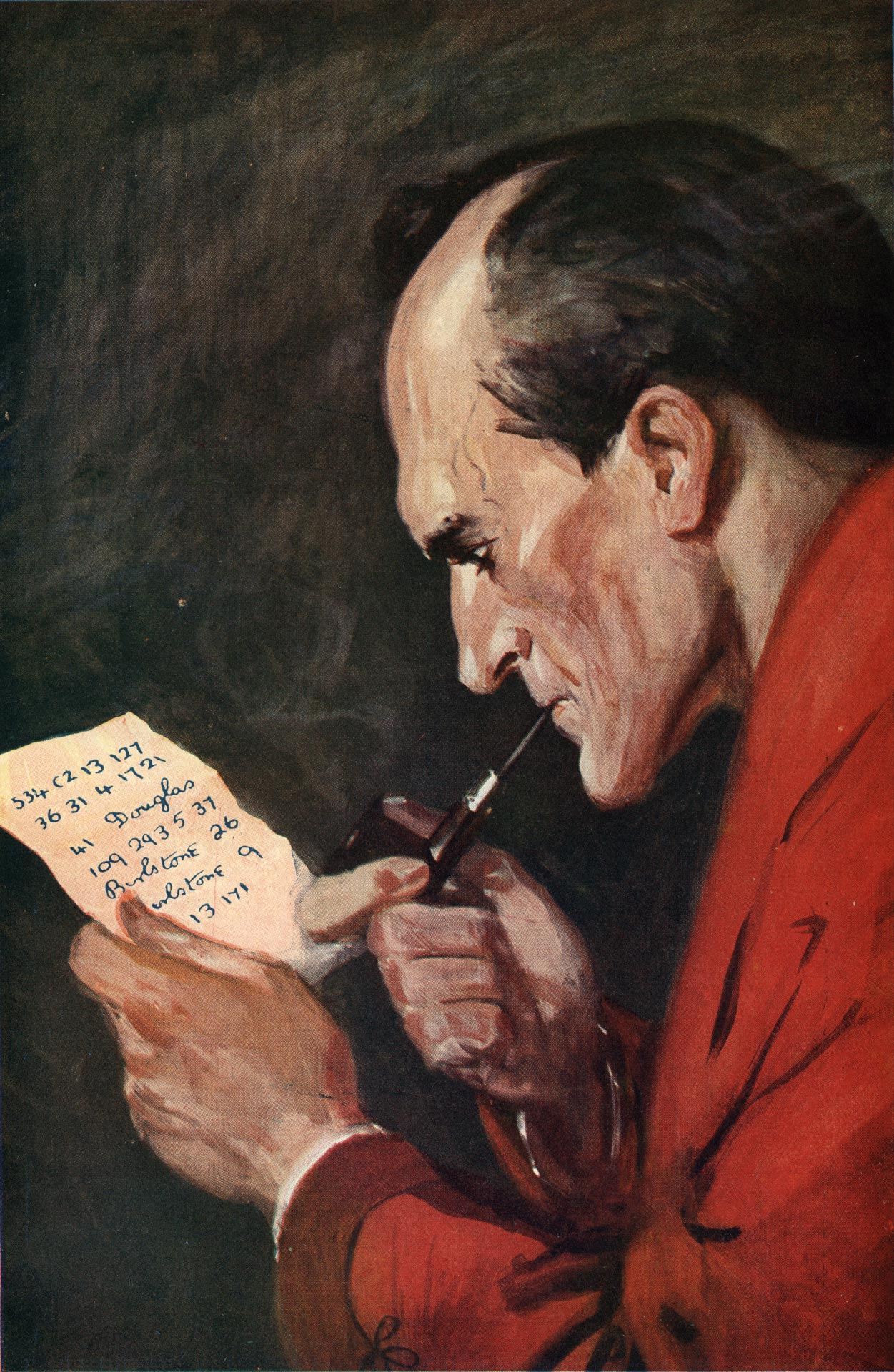
Шерлок Холмс курить люльку та читає повідомлення, повість — «Долина жаху», зображення — Френк Вайлз (англ. Frank Wiles)
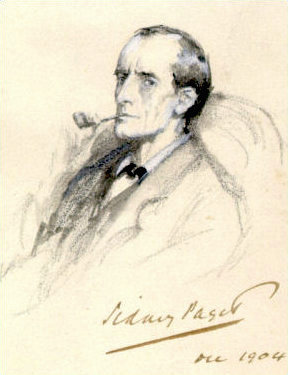
Зображення Шерлока Холмса у 1904 році

## Виноски
1. ↑  «Холмс» через літеру «х» відповідно до старіших перекладів, наприклад:

  - Дойл А. К. Оповідання про Шерлока Холмса. — К. : Веселка, 1973.
  - Артур Конан-Дойль. Вибрані твори — Харків: Державне видавництво України, 1928.
2. ↑  «Голмс» через літеру «г» відповідно до сучасніших перекладів:

  - Шерлок Голмс: повне видання у двох томах [Архівовано 4 липня 2021 у Wayback Machine.]
  - Нотатки про Шерлока Голмса [Архівовано 23 жовтня 2017 у Wayback Machine.], 2014
  - Артур Конан Дойл. Собака Баскервілів. — Харків: Фоліо, 2018.
  - Микола Савчук. Коломийська історія Шерлока Голмса. — Коломия: Вік, 2016. — 128 с.